# ФК Влазнија Скадар
Фудбалски клуб Влазнија Скадар (алб. Klubi i Futbollit Vllaznia Shkodër) албански је фудбалски клуб из Скадра. Тренутно игра у Суперлиги Албаније и наступа на стадиону Лоро Боричи који је добио назив у част бившег играча црвено-плавих. Клуб је девет пута био шампион Албаније.

## Историја
Фудбалска лопта се у престоници севера Албаније појавила почетком 20. века, док је за почетну година одигравања фудбала у Скадру била 1908. Те године је малтешки свештеник, отац Гут Рутер, донео прву лопту. Овај тренутак се сматра почетком фудбала у Албанији.
Године 1913. у Скадру је организована фудбалска утакмица између локалног тима Независност и припадника аустро-угарске војске. Одиграно је 90 минута, оба тима имала су 11 играча, капитен ФК Независности био је Палок Ника. Овај међународни меч одјекнуо је у страној штампи. Овако се играло до 1919. године када је основано прво спортски друштво у Скадру под именом Влазнија.
ФК Влазнија је фудбалски клуб из Скадра који је основан 16. фебруара 1919. године . Клуб се сматра колевком фудбала у Албанији јер је један од најстаријих. Године 1929. клуб мења име у Јединство Скадар, а наредне године дебитује у домаћој лиги Албаније. Име клуба мењано је још неколико пута, а данас је познато у изворном облику, под којим је основано.

## Стадион
ФК Влазнија Скадар као домаћин наступа на стадиону који носи назив ,,Стадион Лоро Борићи" у час једног од највећих фудбалера који је наступао за клуб и репрезентацију Албаније. Стадион у Скадру је вишенаменски, а највише се користи за фудбалске утакмице. Капацитет стадиона износи око 16.000 седећих места. У октобру 2014. године Премијер Албаније, Еди Рама, обећао је обнову стадиона, која је последњи пут извршена 2001. године. Почетком маја 2015. године званично су започети радови чиме је стадион обновљен на 17.500 места. Вредност инвестиције износила је 17 милиона евра. Стадион Лоро Борићи је и дом репрезентације Албаније.

## Трофеји
- Суперлига Албаније
  - Победник (9):1945, 1946, 1971/72, 1973/74, 1977/78, 1982/83, 1991/92, 1997/98, 2000/01
- Куп Албаније
  - Победник (6):1964/65, 1971/72, 1978/79, 1980/81, 1986/87, 2007/08
- Суперкуп Албаније
  - Победник (2):1998, 2001
- Прва дивизија Албаније

## ФК Влазнија Скадар у европским такмичењима
| Сезона   | Такмичење            | Рунда       | Клуб           | Дом. | Гост | Укупно    |
| -------- | -------------------- | ----------- | -------------- | ---- | ---- | --------- |
| 1978/79. | Лига шампиона        | 1. коло     | Аустрија Беч   | 2:0  | 1:4  | 3–4       |
| 1987/88. | Куп победника купова | 1. коло     | Слијема        | 2:0  | 4:0  | 6−0       |
| 1987/88. | Куп победника купова | 2. коло     | РоПС           | 0:1  | 0:1  | 0–2       |
| 1991/92. | Куп УЕФА             | 1. коло     | АЕК Атина      | 0:1  | 0:2  | 0–3       |
| 1998/99. | Лига шампиона        | кв.         | Динамо Тбилиси | 3:1  | 0:3  | 3–4       |
| 1999/00. | Куп УЕФА             | кв.         | Спартак Трнава | 1:1  | 0:2  | 1–3       |
| 2000.    | Интертото куп        | 1. коло     | Неа Саламина   | 1:2  | 1:4  | 2–6       |
| 2001/02. | Лига шампиона        | 1. коло кв. | Рејкјавик      | 1:0  | 1:2  | 2−2 (пгг) |
| 2001/02. | Лига шампиона        | 2. коло кв. | Галатасарај    | 1:4  | 0:2  | 1–6       |
| 2003/04. | Куп УЕФА             | кв.         | Данди          | 0:2  | 0:4  | 0–6       |
| 2004.    | Интертото куп        | 1. коло     | Хапоел Биршеба | 1:2  | 3:0  | 4−2       |
| 2004.    | Интертото куп        | 2. коло     | Славен Белупо  | 1:0  | 0:2  | 1–2       |
| 2007.    | Интертото куп        | 1. коло     | Загреб         | 1:0  | 1:2  | 2−2 (пгг) |
| 2007.    | Интертото куп        | 2. коло     | Трабзонспор    | 0:4  | 0:6  | 0–10      |
| 2008/09. | Куп УЕФА             | 1. коло кв. | Копар          | 0:0  | 2:1  | 2−1       |
| 2008/09. | Куп УЕФА             | 2. коло кв. | Наполи         | 0:3  | 0:5  | 0–8       |
| 2008/09. | Лига Европе          | 1. коло кв. | Слајго         | 1:1  | 2:1  | 3−2       |
| 2008/09. | Лига Европе          | 2. коло кв. | Рапид Беч      | 0:3  | 0:5  | 0–8       |
| 2011/12. | Лига Европе          | 1. коло кв. | Биркиркара     | 1:1  | 1:0  | 2−1       |
| 2011/12. | Лига Европе          | 2. коло кв. | Тун            | 0:0  | 1:2  | 1–2       |
| 2021/22. | Лига конференције    | 1. коло кв. | Широки Бријег  | 3:0  | 1:3  | 4−3       |
| 2021/22. | Лига конференције    | 2. коло кв. | АЕЛ Лимасол    | 0:1  | 0:1  | 0–2       |
| 2022/23. | Лига конференције    | 2. коло кв. | Универзитатеа  | 1:1  | 0:3  | 1–4       |
| 2023/24. | Лига конференције    | 1. коло кв. | Линфилд        | 1:0  | 1:3  | 2–3       |
| 2024/25. | Лига конференције    | 1. коло кв. | Валур          | 0:4  | 2:2  | 2–6       |
| 2025/26. | Лига конференције    | 1. коло кв. | Даугавпилс     | 0:1  | 4:2  | 4−3       |
| 2025/26. | Лига конференције    | 2. коло кв. | Викингур       |      |      |           |